# Élections cantonales de 2011 dans la Haute-Loire
Les élections cantonales ont eu lieu les 20 et 27 mars 2011.

## Contexte départemental

### Assemblée départementale sortante
Avant les élections, le conseil général de la Haute-Loire est présidé par Gérard Roche (DVD). Il comprend 35 conseillers généraux issus des 35 cantons de la Haute-Loire. 17 d'entre eux sont renouvelables lors de ces élections. 
| Parti                             | Sigle | Élus |
| --------------------------------- | ----- | ---- |
| Majorité (26 sièges)              |       |      |
| Nouveau Centre                    | NC    | 13   |
| Union pour un mouvement populaire | UMP   | 7    |
| Divers droite                     | DVD   | 6    |
| Opposition (9 sièges)             |       |      |
| Parti socialiste                  | PS    | 6    |
| Divers gauche                     | DVG   | 3    |
| Président du conseil général      |       |      |
| Gérard Roche (DVD)                |       |      |

## Résultats à l'échelle du département

### Résultats en nombre de sièges
| Parti | Sièges mis en jeu | Élus | Évolution |
| ----- | ----------------- | ---- | --------- |
| DVD   | 1                 | 2    | +1        |
| PS    | 4                 | 3    | -1        |
| NC    | 7                 | 8    | +1        |
| UMP   | 3                 | 2    | -1        |
| DVG   | 2                 | 1    | -1        |
| EELV  | 0                 | 1    | +1        |

### Assemblée départementale à l'issue des élections
| Parti                             | Sigle | Élus |
| --------------------------------- | ----- | ---- |
| Majorité (27 sièges)              |       |      |
| Nouveau Centre                    | NC    | 14   |
| Divers droite                     | DVD   | 7    |
| Union pour un mouvement populaire | UMP   | 6    |
| Opposition (8 sièges)             |       |      |
| Parti socialiste                  | PS    | 5    |
| Divers gauche                     | DVG   | 2    |
| Europe Ecologie Les Verts         | EELV  | 1    |
| Président du conseil général      |       |      |
| Gérard Roche (DVD)                |       |      |

## Résultats par canton

### Canton d'Auzon
- Conseiller Général sortant : Nicole Chassin (PS)

| Candidats      | Candidats        | Étiquette      | Premier tour | Premier tour | Second tour | Second tour |
| Candidats      | Candidats        | Étiquette      | Voix         | %            | Voix        | %           |
| -------------- | ---------------- | -------------- | ------------ | ------------ | ----------- | ----------- |
|                | Nicole Chassin*  | PS             | 1 685        | 52,41        | 2 075       | 68,39       |
|                | Christian Chaduc | DVD            | 721          | 22,43        | 959         | 31,61       |
|                | Frank Fernandez  | FN             | 490          | 15,24        |             |             |
|                | Didier Roux      | FG (PCOF)      | 319          | 9,92         |             |             |
|                |                  |                |              |              |             |             |
| Inscrits       | Inscrits         | Inscrits       | 7 276        | 100,00       | 7 276       | 100,00      |
| Abstentions    | Abstentions      | Abstentions    | 3 959        | 54,41        | 4 069       | 55,92       |
| Votants        | Votants          | Votants        | 3 317        | 45,59        | 3 207       | 44,08       |
| Blancs et nuls | Blancs et nuls   | Blancs et nuls | 102          | 3,08         | 173         | 5,39        |
| Exprimés       | Exprimés         | Exprimés       | 3 215        | 96,92        | 3 034       | 94,61       |

*sortant

### Canton de Blesle
- Conseiller Général sortant : René Aubijoux (PS)

| Candidats      | Candidats        | Étiquette      | Premier tour | Premier tour | Second tour | Second tour |
| Candidats      | Candidats        | Étiquette      | Voix         | %            | Voix        | %           |
| -------------- | ---------------- | -------------- | ------------ | ------------ | ----------- | ----------- |
|                | Robert Romeuf    | NC             | 414          | 32,78        | 669         | 57,13       |
|                | Jean-Paul Renard | DVG            | 237          | 18,76        | 56          | 4,78        |
|                | Patrice Douix    | PS             | 235          | 18,61        | 446         | 38,09       |
|                | Josette Roulleau | DVG            | 179          | 14,17        |             |             |
|                | Marie Etier      | FN             | 103          | 8,16         |             |             |
|                | Yves Trehin      | MoDem          | 95           | 7,52         |             |             |
|                |                  |                |              |              |             |             |
| Inscrits       | Inscrits         | Inscrits       | 1 828        | 100,00       | 1 827       | 100,00      |
| Abstentions    | Abstentions      | Abstentions    | 532          | 29,10        | 555         | 30,38       |
| Votants        | Votants          | Votants        | 1 296        | 70,90        | 1 272       | 69,62       |
| Blancs et nuls | Blancs et nuls   | Blancs et nuls | 33           | 2,55         | 101         | 7,94        |
| Exprimés       | Exprimés         | Exprimés       | 1 263        | 97,45        | 1 171       | 92,06       |

### Canton de Brioude-Nord
- Conseiller Général sortant : Jean-Noël Lhéritier (PS)

| Candidats      | Candidats            | Étiquette      | Premier tour | Premier tour | Second tour | Second tour |
| Candidats      | Candidats            | Étiquette      | Voix         | %            | Voix        | %           |
| -------------- | -------------------- | -------------- | ------------ | ------------ | ----------- | ----------- |
|                | Jean-Noël Lhéritier* | PS             | 1 355        | 50,54        | 1 855       | 73,70       |
|                | Alain Boudon         | DVD            | 504          | 18,80        | 662         | 26,30       |
|                | Christian Thérond    | FN             | 307          | 11,45        |             |             |
|                | Pierre Pommarel      | EELV           | 274          | 10,22        |             |             |
|                | Françoise Verron     | FG (PG)        | 241          | 8,99         |             |             |
|                |                      |                |              |              |             |             |
| Inscrits       | Inscrits             | Inscrits       | 5 769        | 100,00       | 5 769       | 100,00      |
| Abstentions    | Abstentions          | Abstentions    | 2 975        | 51,57        | 3 065       | 53,13       |
| Votants        | Votants              | Votants        | 2 794        | 48,43        | 2 704       | 46,87       |
| Blancs et nuls | Blancs et nuls       | Blancs et nuls | 113          | 4,04         | 187         | 6,92        |
| Exprimés       | Exprimés             | Exprimés       | 2 681        | 95,96        | 2 517       | 93,08       |

*sortant

### Canton de Fay-sur-Lignon
- Conseiller Général sortant : Gérard Roche (DVD)

| Candidats      | Candidats          | Étiquette      | Premier tour | Premier tour |
| Candidats      | Candidats          | Étiquette      | Voix         | %            |
| -------------- | ------------------ | -------------- | ------------ | ------------ |
|                | Gérard Roche*      | DVD            | 597          | 65,97        |
|                | François Rioufreyt | PS             | 201          | 22,21        |
|                | Damien Brunon      | FN             | 107          | 11,82        |
|                |                    |                |              |              |
| Inscrits       | Inscrits           | Inscrits       | 1 652        | 100,00       |
| Abstentions    | Abstentions        | Abstentions    | 691          | 41,83        |
| Votants        | Votants            | Votants        | 961          | 58,17        |
| Blancs et nuls | Blancs et nuls     | Blancs et nuls | 56           | 5,83         |
| Exprimés       | Exprimés           | Exprimés       | 905          | 94,17        |

### Canton de Lavoûte-Chilhac
| Candidats      | Candidats                  | Étiquette      | Premier tour | Premier tour |
| Candidats      | Candidats                  | Étiquette      | Voix         | %            |
| -------------- | -------------------------- | -------------- | ------------ | ------------ |
|                | Jean-Pierre Vigier (père)* | NC             | 819          | 64,85        |
|                | Christine Chevalier        | FG (PG)        | 168          | 13,30        |
|                | Jean-Marie Maurannes       | FN             | 163          | 12,91        |
|                | Jean Chandard              | PS             | 113          | 8,95         |
|                |                            |                |              |              |
| Inscrits       | Inscrits                   | Inscrits       | 2 211        | 100,00       |
| Abstentions    | Abstentions                | Abstentions    | 870          | 39,35        |
| Votants        | Votants                    | Votants        | 1 341        | 60,65        |
| Blancs et nuls | Blancs et nuls             | Blancs et nuls | 78           | 5,82         |
| Exprimés       | Exprimés                   | Exprimés       | 1 263        | 94,18        |

*sortant

### Canton de Loudes
| Candidats      | Candidats         | Étiquette      | Premier tour | Premier tour |
| Candidats      | Candidats         | Étiquette      | Voix         | %            |
| -------------- | ----------------- | -------------- | ------------ | ------------ |
|                | Michel Joubert*   | NC             | 1 214        | 60,19        |
|                | Alain Caze        | PS             | 444          | 22,01        |
|                | Jacques Tournayre | FN             | 359          | 17,80        |
|                |                   |                |              |              |
| Inscrits       | Inscrits          | Inscrits       | 3 859        | 100,00       |
| Abstentions    | Abstentions       | Abstentions    | 1 697        | 43,98        |
| Votants        | Votants           | Votants        | 2 162        | 56,02        |
| Blancs et nuls | Blancs et nuls    | Blancs et nuls | 145          | 6,71         |
| Exprimés       | Exprimés          | Exprimés       | 2 017        | 93,29        |

*sortant

### Canton de Monistrol-sur-Loire
| Candidats      | Candidats             | Étiquette      | Premier tour | Premier tour | Second tour | Second tour |
| Candidats      | Candidats             | Étiquette      | Voix         | %            | Voix        | %           |
| -------------- | --------------------- | -------------- | ------------ | ------------ | ----------- | ----------- |
|                | François Berger       | NC             | 2 100        | 41,16        | 2 981       | 60,32       |
|                | Robert Valour         | PS             | 1 470        | 28,81        | 1 961       | 39,68       |
|                | Jean-Marc Guillaumond | FN             | 1 139        | 22,32        |             |             |
|                | Claude Ganne          | PCF            | 393          | 7,70         |             |             |
|                |                       |                |              |              |             |             |
| Inscrits       | Inscrits              | Inscrits       | 10 366       | 100,00       | 10 365      | 100,00      |
| Abstentions    | Abstentions           | Abstentions    | 5 035        | 48,57        | 5 018       | 48,41       |
| Votants        | Votants               | Votants        | 5 331        | 51,43        | 5 347       | 51,59       |
| Blancs et nuls | Blancs et nuls        | Blancs et nuls | 229          | 4,30         | 405         | 7,57        |
| Exprimés       | Exprimés              | Exprimés       | 5 102        | 95,70        | 4 942       | 92,43       |

### Canton de Montfaucon-en-Velay
| Candidats      | Candidats           | Étiquette      | Premier tour | Premier tour |
| Candidats      | Candidats           | Étiquette      | Voix         | %            |
| -------------- | ------------------- | -------------- | ------------ | ------------ |
|                | Jean-Pierre Marcon* | NC             | 1 612        | 52,66        |
|                | Sandrine Fleury     | FN             | 814          | 26,59        |
|                | Janine Chatelard    | PS             | 635          | 20,74        |
|                |                     |                |              |              |
| Inscrits       | Inscrits            | Inscrits       | 5 603        | 100,00       |
| Abstentions    | Abstentions         | Abstentions    | 2 403        | 42,89        |
| Votants        | Votants             | Votants        | 3 200        | 57,11        |
| Blancs et nuls | Blancs et nuls      | Blancs et nuls | 139          | 4,34         |
| Exprimés       | Exprimés            | Exprimés       | 3 061        | 95,66        |

*sortant

### Canton de Pradelles
| Candidat       | Candidat              | Parti          | Premier tour | Premier tour | Second tour | Second tour |
| Candidat       | Candidat              | Parti          | Voix         | %            | Voix        | %           |
| -------------- | --------------------- | -------------- | ------------ | ------------ | ----------- | ----------- |
|                | Jean-Louis Reynaud    | DVD            | 515          | 30,12        | 630         | 100,00      |
|                | Rémy Brunel           | NC             | 429          | 25,09        | 0           | Retrait     |
|                | Alain Forestier       | PS             | 321          | 18,77        |             |             |
|                | Jean-Claude Chabalier | DVG            | 281          | 16,43        |             |             |
|                | Jacqueline Largeteau  | FN             | 164          | 9,59         |             |             |
|                |                       |                |              |              |             |             |
| Inscrits       | Inscrits              | Inscrits       | 2 623        | 100,00       | 2 625       | 100,00      |
| Abstention     | Abstention            | Abstention     | 865          | 32,98        | 1 607       | 61,22       |
| Votants        | Votants               | Votants        | 1 758        | 67,02        | 1 018       | 38,78       |
| Blancs et nuls | Blancs et nuls        | Blancs et nuls | 48           | 1,83         | 388         | 38,11       |
| Exprimés       | Exprimés              | Exprimés       | 1 718        | 65,19        | 630         | 61,89       |

*sortant

### Canton du Puy-en-Velay-Est
| Candidats      | Candidats           | Étiquette      | Premier tour | Premier tour | Second tour | Second tour |
| Candidats      | Candidats           | Étiquette      | Voix         | %            | Voix        | %           |
| -------------- | ------------------- | -------------- | ------------ | ------------ | ----------- | ----------- |
|                | Jean-Claude Ferret* | PS             | 1 239        | 33,36        | 2 060       | 56,98       |
|                | Daniel Exbrayat     | NC             | 1 168        | 31,45        | 1 555       | 43,02       |
|                | Fabien Albertini    | FN             | 457          | 12,30        |             |             |
|                | Michel Forestier    | EÉLV           | 385          | 10,37        |             |             |
|                | Yves Prat           | FG (PG)        | 381          | 10,26        |             |             |
|                | Benoît Bacle        | POI            | 84           | 2,26         |             |             |
|                |                     |                |              |              |             |             |
| Inscrits       | Inscrits            | Inscrits       | 8 242        | 100,00       | 8 242       | 100,00      |
| Abstentions    | Abstentions         | Abstentions    | 4 434        | 53,80        | 4 385       | 53,20       |
| Votants        | Votants             | Votants        | 3 808        | 46,20        | 3 857       | 46,80       |
| Blancs et nuls | Blancs et nuls      | Blancs et nuls | 94           | 2,47         | 242         | 6,27        |
| Exprimés       | Exprimés            | Exprimés       | 3 714        | 97,53        | 3 615       | 93,73       |

*sortant

### Canton du Puy-en-Velay-Ouest
| Candidat       | Candidat            | Parti          | Premier tour | Premier tour | Second tour | Second tour |
| Candidat       | Candidat            | Parti          | Voix         | %            | Voix        | %           |
| -------------- | ------------------- | -------------- | ------------ | ------------ | ----------- | ----------- |
|                | Christiane Mosnier* | UMP            | 970          | 44,62        | 1 160       | 57,40       |
|                | Josiane Mialon      | PS             | 495          | 22,77        | 861         | 42,60       |
|                | Isabelle Grey       | FN             | 306          | 14,08        |             |             |
|                | Celline Gacon       | EÉLV           | 290          | 13,34        |             |             |
|                | Michel Boyer        | PCF            | 113          | 5,20         |             |             |
|                |                     |                |              |              |             |             |
| Inscrits       | Inscrits            | Inscrits       | 5 093        | 100,00       | 5 093       | 100,00      |
| Abstention     | Abstention          | Abstention     | 2 871        | 56,37        | 2 949       | 57,90       |
| Votants        | Votants             | Votants        | 2 222        | 43,63        | 2 144       | 42,10       |
| Blancs et nuls | Blancs et nuls      | Blancs et nuls | 48           | 2,16         | 123         | 5,74        |
| Exprimés       | Exprimés            | Exprimés       | 2 174        | 97,84        | 2 021       | 94,26       |

*sortant

### Canton de Saint-Julien-Chapteuil
| Candidats      | Candidats           | Étiquette      | Premier tour | Premier tour | Second tour | Second tour |
| Candidats      | Candidats           | Étiquette      | Voix         | %            | Voix        | %           |
| -------------- | ------------------- | -------------- | ------------ | ------------ | ----------- | ----------- |
|                | Raymond Abrial      | DVG            | 1 157        | 39,81        | 1 755       | 68,74       |
|                | Gustave Alirol      | PO-EÉLV        | 481          | 16,55        | 798         | 31,26       |
|                | Jean-Paul Thivel    | PS             | 425          | 14,62        |             |             |
|                | Silvin Piquet       | NC             | 319          | 10,98        |             |             |
|                | Valéry Sabatier     | FN             | 305          | 10,50        |             |             |
|                | Christiane Laïdouni | PCF            | 219          | 7,54         |             |             |
|                |                     |                |              |              |             |             |
| Inscrits       | Inscrits            | Inscrits       | 5 698        | 100,00       | 5 697       | 100,00      |
| Abstentions    | Abstentions         | Abstentions    | 2 673        | 46,91        | 2 884       | 50,62       |
| Votants        | Votants             | Votants        | 3 025        | 53,09        | 2 813       | 49,38       |
| Blancs et nuls | Blancs et nuls      | Blancs et nuls | 119          | 3,93         | 260         | 9,24        |
| Exprimés       | Exprimés            | Exprimés       | 2 906        | 96,07        | 2 553       | 90,76       |

### Canton de Saint-Paulien
| Candidats      | Candidats        | Étiquette      | Premier tour | Premier tour |
| Candidats      | Candidats        | Étiquette      | Voix         | %            |
| -------------- | ---------------- | -------------- | ------------ | ------------ |
|                | Jean Boyer*      | NC             | 1 542        | 65,28        |
|                | Raymond Pouly    | FN             | 329          | 13,93        |
|                | Anne-Marie Denis | PS             | 253          | 10,71        |
|                | Odile Maurel     | FG (PG)        | 238          | 10,08        |
|                |                  |                |              |              |
| Inscrits       | Inscrits         | Inscrits       | 4 134        | 100,00       |
| Abstentions    | Abstentions      | Abstentions    | 1 675        | 40,52        |
| Votants        | Votants          | Votants        | 2 459        | 59,48        |
| Blancs et nuls | Blancs et nuls   | Blancs et nuls | 97           | 3,94         |
| Exprimés       | Exprimés         | Exprimés       | 2 362        | 96,06        |

*sortant

### Canton de Sainte-Sigolène
| Candidats      | Candidats      | Étiquette      | Premier tour | Premier tour | Second tour | Second tour |
| Candidats      | Candidats      | Étiquette      | Voix         | %            | Voix        | %           |
| -------------- | -------------- | -------------- | ------------ | ------------ | ----------- | ----------- |
|                | Yves Braye*    | NC             | 1 469        | 49,36        | 1 971       | 68,58       |
|                | Pierre Cheynet | FN             | 787          | 26,44        | 903         | 31,42       |
|                | David Montagne | PS             | 720          | 24,19        |             |             |
|                |                |                |              |              |             |             |
| Inscrits       | Inscrits       | Inscrits       | 6 494        | 100,00       | 6 493       | 100,00      |
| Abstentions    | Abstentions    | Abstentions    | 3 398        | 52,33        | 3 370       | 51,90       |
| Votants        | Votants        | Votants        | 3 096        | 47,67        | 3 123       | 48,10       |
| Blancs et nuls | Blancs et nuls | Blancs et nuls | 120          | 3,88         | 249         | 7,97        |
| Exprimés       | Exprimés       | Exprimés       | 2 976        | 96,12        | 2 874       | 92,03       |

*sortant

### Canton de Saugues
| Candidats      | Candidats        | Étiquette      | Premier tour | Premier tour |
| Candidats      | Candidats        | Étiquette      | Voix         | %            |
| -------------- | ---------------- | -------------- | ------------ | ------------ |
|                | Serge Mouchet*   | NC             | 1 387        | 59,66        |
|                | Gaston Chacornac | DVD            | 398          | 17,12        |
|                | Michel Roche     | PS             | 388          | 16,69        |
|                | Nicolas Descot   | FN             | 152          | 6,54         |
|                |                  |                |              |              |
| Inscrits       | Inscrits         | Inscrits       | 3 586        | 100,00       |
| Abstentions    | Abstentions      | Abstentions    | 1 203        | 33,55        |
| Votants        | Votants          | Votants        | 2 383        | 66,45        |
| Blancs et nuls | Blancs et nuls   | Blancs et nuls | 58           | 2,43         |
| Exprimés       | Exprimés         | Exprimés       | 2 325        | 97,57        |

*sortant

### Canton de Solignac-sur-Loire
| Candidats      | Candidats         | Étiquette      | Premier tour | Premier tour |
| Candidats      | Candidats         | Étiquette      | Voix         | %            |
| -------------- | ----------------- | -------------- | ------------ | ------------ |
|                | Michel Decolin*   | UMP            | 1 546        | 59,05        |
|                | Patrice Avond     | PS             | 671          | 25,63        |
|                | Patrick Largeteau | FN             | 401          | 15,32        |
|                |                   |                |              |              |
| Inscrits       | Inscrits          | Inscrits       | 4 470        | 100,00       |
| Abstentions    | Abstentions       | Abstentions    | 1 734        | 38,79        |
| Votants        | Votants           | Votants        | 2 736        | 61,21        |
| Blancs et nuls | Blancs et nuls    | Blancs et nuls | 118          | 4,31         |
| Exprimés       | Exprimés          | Exprimés       | 2 618        | 95,69        |

*sortant

### Canton de Tence
| Candidat       | Candidat            | Parti          | Premier tour | Premier tour | Second tour | Second tour |
| Candidat       | Candidat            | Parti          | Voix         | %            | Voix        | %           |
| -------------- | ------------------- | -------------- | ------------ | ------------ | ----------- | ----------- |
|                | Jean Digonnet*      | NC             | 1 255        | 35,74        | 1 811       | 47,22       |
|                | Jacqueline Decultis | EÉLV           | 1 074        | 30,59        | 2 024       | 52,78       |
|                | Hervé Routier       | PS             | 546          | 15,55        |             |             |
|                | Gilles Vergon       | FN             | 360          | 10,25        |             |             |
|                | Martine Dejean      | FG (PG)        | 276          | 7,86         |             |             |
|                |                     |                |              |              |             |             |
| Inscrits       | Inscrits            | Inscrits       | 7 067        | 100,00       | 7 067       | 100,00      |
| Abstention     | Abstention          | Abstention     | 3 455        | 48,89        | 3 062       | 43,33       |
| Votants        | Votants             | Votants        | 3 612        | 51,11        | 4 005       | 56,67       |
| Blancs et nuls | Blancs et nuls      | Blancs et nuls | 101          | 2,80         | 170         | 4,24        |
| Exprimés       | Exprimés            | Exprimés       | 3 511        | 97,20        | 3 835       | 95,76       |

*sortant